# Léo Delibes
Léo Delibes (La Flèche, 21 de fevereiro de 1836 – Paris, 16 de janeiro de 1891) foi um compositor francês do século XIX que compôs várias obras musicais, entre elas, a ópera Lakmé, cuja ária mais conhecida é o Dueto das Flores.

## Biografia
Nascido em uma família musical, Delibes se matriculou na principal academia de música da França, o Conservatório de Paris, quando tinha doze anos, estudando com vários professores, incluindo Adolphe Adam. Depois de compor óperas cômicas leves nas décadas de 1850 e 1860, ao mesmo tempo em que servia como organista de igreja, Delibes alcançou reconhecimento público por sua música para o balé La Source em 1866. Seus balés posteriores, Coppélia e Sylvia, foram obras-chave no desenvolvimento do balé moderno, dando à música uma importância muito maior do que anteriormente. Ele compôs um pequeno número de melodias, algumas das quais ainda são executadas com frequência.
Delibes teve várias tentativas de escrever óperas mais sérias e alcançou um considerável sucesso crítico e comercial em 1883 com Lakmé. Em seus últimos anos, ele se juntou ao corpo docente do Conservatório, ensinando composição. Ele morreu em sua casa em Paris aos 54 anos. Coppélia e Sylvia continuam sendo obras centrais no repertório internacional de balé, e Lakmé é revivido de tempos em tempos em casas de ópera.

## Obras
- Ballets:

La Source (1866)
Coppélia (1870)
Sylvia ou la Nymphe de Diane (1876)
- Óperas:

Le boeuf Apis (1865)
La cour du roi Pétaud (1869)
Le roi l’a dit (1873)
Jean de Nivelle (1880)
Lakmé (1883)
Kassya (1893, op. póstuma)
- Operetas:

Deux le sous charbon
La muchacha escocesa de Chatou
L'Omelette à la Follembuche (1859)
- Também compôs obras vocais, entre elas uma cantata e uma missa, e cultivou a canção.

## Discografia
Les Trois Ballets - Coppelia, Sylvia & La Source com a Orquestra Filarmónica Nacional dirigida por Richard Bonynge.
Coppélia, dirigida por Karajan e a Orquestra Filarmónica de Berlím para Deutsche Grammophon; e por Fricke, com a Orquestra Sinfónica da Radio de Berlím, para Capriccio.
Lakmé, dirigida por J. Gressier, con M. Robin, Ch. Richard, P. Savignol, A. Disney, C. Maurante. Orquestra e coro de la Radio Lyrique de la RTF (1955). Rodolphe. Grabación histórica.
Lakmé, dirigida por Richard Bonynge, com Joan Sutherland, A. Vanzo, G. Bacquier, J. Barbié, C. Calès. Orquestra e Coro Nacional da Ópera de Montecarlo (1967). Decca.
Aria de las campanas gravado em álbuns e concertos de numerosas sopranos, entre elas gravações de Maria Callas num recital para CFP, e de Joan Sutherland para Decca.
Le Roi s'amuse (comedia francesa). Suite de 6 danzas. Dirigida por Thomas Beecham com a Orquestra Filarmónica Real para EMI.